# Acacioiassus truncaticeps
Acacioiassus truncaticeps är en insektsart som beskrevs av Rauno E. Linnavuori och Quartau 1975. Acacioiassus truncaticeps ingår i släktet Acacioiassus och familjen dvärgstritar. Inga underarter finns listade i Catalogue of Life.